# Isla Selapiu
La isla Selapiu es una isla de Papúa Nueva Guinea, ubicada inmediatamente al sur de la esquina de la isla Nueva Hanover. Según la Oficina Oceanográfica Naval de los Estados Unidos, una "baliza cilíndrica de hormigón, coronada por un poste y un cuadrado, de 7 metros de altura, marca el borde sur del arrecife que se extiende desde el extremo este de la isla Selapiu". Su punto más alto es de 125 metros.